# The Voice of Scott McKenzie
The Voice of Scott McKenzie ist das Debütalbum des US-amerikanischen Sängers und Songwriters Scott McKenzie, das im Dezember 1967 nach seiner international erfolgreichen Single San Francisco über das damals noch junge Label Ode-Records von Lou Adler veröffentlicht wurde.

## Hintergrund
Produzent des Albums war neben Lou Adler John Phillips, ein langjähriger Freund von McKenzie, der auch den enthaltenen Welthit San Francisco (Be Sure to Wear Flowers in Your Hair) komponierte. Eine weitere Single ist Like an Old Time Movie, welcher jedoch ein wesentlich geringer Erfolg war.
Daneben enthält das Album viele Stücke, die zuvor bereits Hits anderer Interpreten waren oder später zu welchen wurden. McKenzies Interpretation von Donovans Celeste wurde als eine träge Schönheit beschrieben. It’s Not Time Now ist ein Cover von John Sebastian und Zal Yanovsky. Ein rhythmischeres Folk-Rock-Stück. Mit What’s the Difference enthält die Originalversion des Albums zudem zwei Teile von McKenzie komponierter Trilogie (die später mit einem dritten Teil abgeschlossen wurde und als B-Seite zur Nachfolgesingle Holy Man erschien). Reason to Believe ist ein Cover von Tim Hardins und wurde auch von anderen Künstlern wie The Carpenters und Rod Stewart gecovert. Wobei die Version von Rod Stewart am erfolgreichsten war und zum Hit wurde, jedoch McKenzies Version auch Lob bekam. No, No, No, No, No ist eine englische Version des Hits La Poupée qui fait non von Michel Polnareff, der sich mit sexueller Verfolgung und Frustration beschäftigt. Don’t make promises ist ebenfalls eine Coverversion von Tim Hardin, welche auch von zahlreichen anderen Interpreten aufgenommen wurde. Darunter The Beau Brummels, Bobby Darin, Marianne Faithfull, Gary Puckett & The Union Gap oder Cliff Richard. Twelve-Thirty, ebenfalls von John Phillips geschrieben, sollte ursprünglich die Nachfolgesingle von San Francisco werden. Aus vertraglichen Gründen jedoch nahmen The Mamas and Papas diesen Song als Single auf, der für sie ein kleinerer Hit wurde und daher die bekanntere Version ist. Mit Rooms enthält das Album noch ein weiteres John Phillips-Stück.
The Voice of Scott McKenzie erschien zu einem Zeitpunkt, als der Summer of Love gerade abgeebbt war, weswegen es eher mäßigen Erfolg verbuchen konnte.
Das Album erfuhr von Plattenlabels wie Sony Music, Columbia oder Epic zahlreiche Wiederveröffentlichungen zum Teil als Kompilation, oder auch schlicht unter dem Titel San Francisco. 2006 erschien das Album bei Repertoire-Records als erweiterte Auflage und wurde durch die Mono, und Singleversionen, sowie der Nachfolgesingle Holy Man ergänzt.

## Titelliste
1. San Francisco (Be Sure to Wear Flowers in Your Hair) – 2:56 (Phillips)
2. Celeste – 3:30 (Donovan)
3. It’s Not Time Now – 2:45 (Sebastian, Yanovsky)
4. What’s the Difference, Chapter 2 – 2:40 (McKenzie)
5. Reasons to Believe – 2:20 (Hardin)
6. Like an Old Time Movie – 3:15 (Phillips)
7. No, No, No, No, No – 2:51 (Polnareff, Stephens)
8. Don’t Make Promises – 3:50 (Hardin)
9. Twelve Thirty – 3:17 (Phillips)
10. Rooms – 3:27 (Phillips)
11. What’s the Difference, Chapter 1 – 2:18 (McKenzie)[4]

### Bonus-Titel (erweiterte Auflage)
1. San Francisco (Be sure to wear some flowers in your hair) (Mono Single Version) (Phillips)
2. What’s The Difference (Single Mix) (McKenzie)
3. Like An Old Time Movie (Mono Single Version) (Phillips)
4. What’s The Difference [Chapter II] (Mono Single Version) (McKenzie)
5. Celeste (Mono Single Version) (Donovan)
6. No, No, No, No, No (Mono Single Version) (Polnareff, Stephens)
7. Holy man (Phillips)
8. What’s The Difference [Chapter III] (McKenzie)[3]